# Frank Lampard
Frank James Lampard OBE (* 20. června 1978 v Romfordu, Anglie) je anglický fotbalový trenér, který trénuje anglický tým Coventry City. Hrával na pozici záložníka, kariéru ukončil v roce 2017 v klubu New York City FC. Předtím působil v anglických klubech West Ham United, Swansea City (zde hostoval), Chelsea a Manchester City.
Dne 11. května 2013 zařídil dvěma góly vítězství 2:1 v zápase Premier League proti domácí Aston Ville, čímž se s 203 nastřílenými brankami ve všech soutěžích stal nejlepším kanonýrem v historii Chelsea (překonal 202 gólů Bobbyho Tamblinga). V duchu respektu k nemocnému bývalému fotbalistovi Tamblingovi tyto góly neslavil.
Reprezentační kariéru v dresu Anglie ukončil v srpnu 2014 po mistrovství světa v Brazílii. Celkem odehrál v letech 1999–2014 za anglický národní tým 106 zápasů a nastřílel 29 gólů.

## Dětství a rodina
Narodil se v Romfordu, jeho otec Frank Richard George Lampard je bývalý anglický fotbalista, který dvakrát vyhrál s West Ham United FA Cup. Jeho matka zemřela 24. dubna 2008. Jeho strýc Harry Redknapp trénuje tým Queens Park Rangers a bratranec Jamie Redknapp hrál 12 let za Liverpool FC.

## Klubová kariéra

### West Ham United, Swansea City
K týmu se připojil v červenci 1994 na zkoušku. Tehdy byl jeho otec asistent trenéra. Frank svou první profesionální smlouvu podepsal 1. července 1995.
V říjnu 1995 byl poslán na hostování do druholigového týmu Swansea City AFC. Za tento tým odehrál devět utkání a poté se stěhoval opět zpátky do týmu West Ham United. V březnu 1997 si v zápase proti Aston Ville zlomil pravou nohu a toto zranění mu předčasně ukončilo sezónu. Lampardův první gól v dresu West Hamu přišel v sezóně 1997/98 v zápase proti Barnsley. Lampard byl zvolen kapitánem mládežnického týmu West Hamu a jeho největším úspěchem bylo finále FA cupu.
Sezóna 1998/99 byla pro něj přelomová. Stal se stálou součástí A týmu West Hamu, dokonce v této sezóně nechyběl ani v jednom utkání, i díky tomu se tehdy West Ham umístil na pátém místě Premier League.
Pro tým se stal nepostradatelným a během 187 zápasů v dresu West Hamu vstřelil 39 branek. Ne každému se ale pozice Franka líbila. Jeho otec Frank senior coby asistent trenéra byl obviněn z protežování vlastního syna.
Společně s Joe Colem, Michaelem Carrickem a Rio Ferdinandem tvořil úspěšné jádro West Hamu. Když ale byl jeho kamarád Ferdinand prodán do Leedsu United rozhodl se také pro odchod. Navzdory všem spekulacím o odchodu do Aston Villy namířil si to do londýnské Chelsea. Společně s ním od týmu odešel i jeho otec a strýc Harry Redknapp.

### Chelsea FC
S Chelsea podepsal 15. května 2001. Někdejší trenér Claudio Ranieri za něj zaplatil 11 milionů liber. Jeho zlepšování v Chelsea bylo pomalé ale stálé.
V prvních dvou sezónách odehrál jen jedenáct zápasů, ale výpadky hráčů základní sestavy mu umožnily, že třetí sezónu, kdy se týmu ujal co by majitel Roman Abramovič naplno prosadil do základní sestavy a stal se z něj jeden z nejlepších záložníků na světě. V sezóně 2004/05 byl zvolen nejlepším záložníkem Ligy mistrů a novináři byl zvolen i nejlepším záložníkem anglické ligy. Tehdejší trenér Chelsea José Mourinho o něm v jednom z rozhovorů prohlásil, že je pro něj nejlepším hráčem planety.[zdroj?]
21. května 2008 prohrál moskevské finále Ligy mistrů 6:5 na penalty proti Manchesteru United. V zápase (1:1) dal jeden gól a svou penaltu také proměnil. Byl to jeho poslední zápas pod izraelským trenérem Avramem Grantem.
19. května 2012 vyhrál s Chelsea finále Ligy mistrů proti Bayernu Mnichov, které se rozhodovalo v penaltovém rozstřelu. V zápase vedl mužstvo jako kapitán a v závěrečném penaltovém rozstřelu skóroval.
31. srpna 2012 nastoupil v Monaku v základní sestavě Chelsea k utkání o evropský Superpohár proti španělskému Atléticu Madrid, v němž se střetávají vítěz Ligy mistrů (tehdy Chelsea FC) a Evropské ligy (tehdy Atlético Madrid). Lampard odehrál celý zápas, ale porážce 1:4 společně se svými spoluhráči zabránit nedokázal. 5. ledna 2013 ve třetím kole FA Cupu proti domácímu Southamptonu vstřelil gól a přispěl k vítězství Chelsea 5:1. Ve 30. kole Premier League v březnu 2013 se podílel svým gólem na vítězství 2:0 nad domácím West Hamem United, Chelsea se zároveň posunula na třetí místo před Tottenham. Pro Franka to byl jubilejní 200. gól v dresu Chelsea. Ještě tři góly mu chyběly k překonání nejlepšího střelce v historii Chelsea Bobbyho Tamblinga. Jeho rekord překonal 11. května 2013 v ligovém utkání proti Aston Ville (dvakrát skóroval, Chelsea zvítězila 2:1). Přes jeho střeleckou potenci v jarní části ročníku 2012/13 vedení Chelsea dlouho otálelo s nabídkou prodloužení smlouvy, která Frankovi končila na konci sezóny. Nakonec mu předložilo jednoroční prodloužení kontraktu.
15. května 2013 nastoupil ve finále Evropské ligy 2012/13 proti portugalskému týmu Benfica Lisabon, kde Chelsea zvítězila 2:1 a kapitán Lampard mohl zvednout nad hlavu trofej pro vítěze Evropské ligy. Chelsea se tak stala prvním týmem v historii, který vyhrál rok po sobě Ligu mistrů a Evropskou ligu.

### New York City FC, Manchester City
Protože v Chelsea nedostal adekvátní nabídku, odešel v létě 2014 do nově se tvořícího amerického klubu New York City FC. Vyjádřil se, že kvůli silné vazbě na Chelsea nebude hrát za žádný klub Premier League (anglický ani velšský). Protože New Yorku začíná sezóna až od ledna, překvapivě si vybral půlroční hostování v Manchester City FC, čímž znechutil některé fanoušky Chelsea, kteří ho považovali za zrádce a začali pálit jeho dresy. Další jeho hostování v City přijali. 20. září 2014 ho trenér Manuel Pellegrini vyslal na hřiště v 78. minutě v ligovém zápase proti Chelsea FC, Lampard svým gólem vyrovnal na konečných 1:1 a obral svůj bývalý klub o vítězství. Svůj gól neoslavoval.
V lednu 2015 Manchester City oznámil, že Lampard zůstává hostovat na přání trenéra Manuela Pellegriniho do konce sezóny.
Dne 2. února 2017 oznámil konec hráčské kariéry.

## Reprezentační kariéra

### Mládežnické reprezentace
Za reprezentační týmy Anglie nastupoval už v mladých letech. V roce 2000 byl kapitánem anglického týmu U21, jenž obsadil na Mistrovství Evropy hráčů do 21 let konaném na Slovensku nepostupové 3. místo v základní skupině B. Lampard vstřelil gól v zápase s Tureckem a přispěl tak k vysoké výhře Anglie 6:0.

### A-mužstvo
Za seniorský tým nastoupil poprvé 10. října 1999 v přátelském utkání proti Belgii. Nicméně nebyl nominován na evropský šampionát v Nizozemsku a Belgii v roce EURO 2000 ani na Mistrovství světa ve fotbale 2002, které pořádalo Japonsko a Jižní Korea.
První gól za reprezentační tým vstřelil 20. srpna 2003 v přátelském utkání proti Chorvatsku, které Anglie vyhrála 3:1. Jeho forma poté začala prudce stoupat, proto si vysloužil i pozvánku na EURO 2004 v Portugalsku, kde Anglie vypadla ve čtvrtfinále proti domácímu týmu.
Na Mistrovství světa ve fotbale 2006 v Německu se stal nejčastějším střelcem na bránu soupeře s 24 zásahy. Přesto Anglie vypadla znovu ve čtvrtfinále proti Portugalsku, kde mimo jiné v penaltovém rozstřelu Lampard neproměnil svůj pokus.
Zúčastnil se také Mistrovství světa ve fotbale 2010 v Jihoafrické republice, kde anglická reprezentace vypadla v osmifinálovém zápase proti Německu po porážce 1:4. Lampardovi během tohoto utkání nebyl za stavu 2:1 pro Němce uznán regulérní gól.
22. března 2013 nastoupil v kvalifikačním zápase proti domácímu San Marinu, který skončil drtivým vítězstvím Anglie 8:0. Lampard vstřelil jeden gól.
Trenér Roy Hodgson jej vzal na Mistrovství světa 2014 v Brazílii, kde Angličané vypadli již v základní skupině D, obsadili s jedním bodem poslední čtvrtou příčku. V srpnu 2014 po světovém šampionátu ukončil reprezentační kariéru s bilancí 106 zápasů a 29 vstřelených gólů.
Reprezentační zápasy
| Anglie | Anglie | Anglie |
| Rok    | Zápasy | Góly   |
| ------ | ------ | ------ |
| 1999   | 1      | 0      |
| 2000   | 0      | 0      |
| 2001   | 3      | 0      |
| 2002   | 3      | 0      |
| 2003   | 9      | 1      |
| 2004   | 13     | 6      |
| 2005   | 9      | 3      |
| 2006   | 13     | 2      |
| 2007   | 9      | 2      |
| 2008   | 6      | 0      |
| 2009   | 10     | 6      |
| 2010   | 7      | 0      |
| 2011   | 7      | 3      |
| 2012   | 3      | 3      |
| 2013   | 10     | 3      |
| 2014   | 3      | 0      |
| Celkem | 106    | 29     |

## Trenérská kariéra

### Derby County FC

#### Sezóna 2018/19
Po skončení hráčské kariéry v únoru 2017 si Lampard udělal trenérskou licenci a na konci května roku 2018 bylo oficiálně oznámeno, že se stal trenérem druholigového anglického fotbalového klubu Derby County FC. Ten s ním podepsal smlouvu na tři roky. 25. září Lampardovo Derby County vyřadilo Manchester United na Old Trafford po remíze 2:2 na penalty.
Ve své první sezóně na lavičce Derby Lampard dovedl klub do play-off o postup do Premier League poté, co klub skončil na 6. místě v Championship. V semifinále play-off Derby zvrátilo domácí prohru 0:1 a vyhrálo venku nad Leedsem United 4:2, čímž si zajistilo účast ve finále proti Aston Ville. Derby prohrálo finále play-off s Aston Villou 2:1.

### Chelsea FC

#### Sezóna 2019/20
Chelsea FC 4. července 2019 oznámila příchod Franka Lampard jako nového manažera. V Lampardově prvním soutěžním zápase na lavičce Chelsea prohrál klub v úvodním kole Premier League s Manchesterem United 4:0. Byla to nejvyšší porážka manažera Chelsea v prvním zápase od prosince 1978, kdy tým Dannyho Blanchflowera podlehl Middlesbrough 7:2. Ve druhém soutěžním zápase Chelsea prohrála v Superpoháru UEFA 2019 s Liverpoolem na penalty.
Lampard byl dvakrát nominován na ocenění Manažer měsíce, přičemž jednu nominaci proměnil, a to za měsíc říjen. Lampard se tak stal teprve třetím člověkem, který v Premier League získal jak ocenění pro nejlepšího hráče, tak i ocenění pro nejlepšího manažera. Před ním se to podařilo Stuartu Pearcovi a Garerthu Southgateovi. Lampard nakonec dovedl Chelsea ke čtvrtému místu v Premier League a do finále FA Cupu, kde prohrála s Arsenalem.

#### Sezóna 2020/21
V následující sezóně Chelsea v letním přestupovém období získala pět významných akvizic: Hakima Zijacha, Tima Wernera, Bena Chilwella, Kaie Havertze a Édouarda Mendyho. Chelsea si zpočátku sezóna vedla velmi dobře a na začátku prosince se dostala do čela své skupiny Ligy mistrů a Premier League. Po sérii dvou výher v osmi zápasech Premier League však Chelsea klesla až na deváté místo a Lampard byl 25. ledna 2021 z funkce manažera odvolán. 26. ledna byl oznámen Lampardův nástupce, a to německý trenér Thomas Tuchel.

### Everton FC

#### Sezóna 2021/22
Dne 31. ledna 2022 se Lampard stal novým trenérem Evertonu, a podepsal smlouvu na 2 a půl roku do června 2024. První zápas na lavičce Toffies bylo pro Lamparda čtvrté kolo FA Cupu proti Brentfordu, ve kterém Everton zvítězil v poměru 4:1. Jedno kolo před koncem sezony 2021/22 dovedl Lampard Everton k záchraně v Premier League.

#### Sezóna 2022/23
V následující sezóně se klub opět dostal do boje o sestup, v lednu vyhrál jen jeden z jedenácti zápasů a v lize mu patřilo až 19. místo. Lampard byl propuštěn 23. ledna 2023 tedy po necelém roce působení v klubu, a to po prohře 0:2 s West Hamem.

### Chelsea FC

#### Sezóna 2022/23
Těsně po vyhazovu Grahama Pottera byl Lampard 6. dubna 2023 jmenován dočasným manažerem Chelsea do konce probíhající sezóny. Vedení klubu si po špatných výkonech v tomto ročníku chtělo vzít delší dobu na zvolení toho správného manažera pro nadcházející léta a proto zvolila dočasné řešení v podobě klubové legendy, který s dočasnou rolí souhlasil.
Po Lampardově nástupu forma Chelsea ještě více poklesla a poprvé od roku 1996 skončila v dolní polovině tabulky a zaznamenala rekordně nízký počet bodů a vstřelených branek v éře Premier League. Z hlediska procenta vítězství měl Lampard také nejhorší bilanci (9 %) mezi všemi manažery Chelsea, kteří vedli 3 a více zápasů.